# Stefan Kadelbach

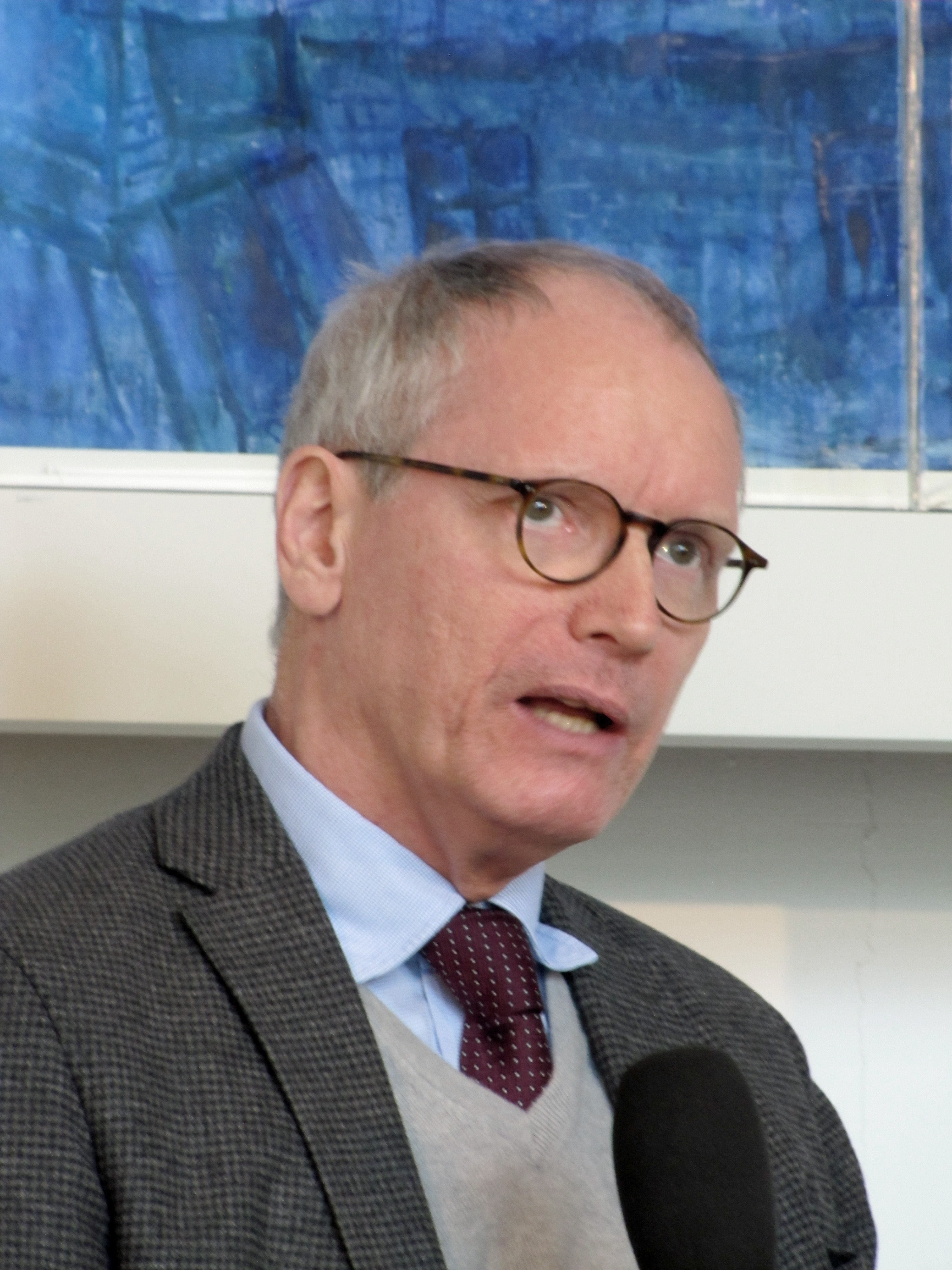
Stefan Kadelbach 2022 bei den 51. Römerberggesprächen in Frankfurt am Main

Stefan Kadelbach (* 1959) ist ein deutscher Rechtswissenschaftler und Hochschullehrer an der Johann Wolfgang Goethe-Universität Frankfurt am Main.

## Leben
Kadelbach studierte ab 1979 Literatur- und Rechtswissenschaft an der Universität Tübingen. 1984 legte er nach einem Wechsel an die Universität Frankfurt am Main dort sein Erstes Juristisches Staatsexamen ab. Es folgte sein Referendariat, das er 1987 mit dem Zweiten Staatsexamen beendete. Nach einem Forschungsaufenthalt an der Haager Akademie für Völkerrecht 1986 und dem Masterstudium an der University of Virginia erwarb er dort 1988 den Titel Master of Laws. Nach seiner Rückkehr nach Deutschland promovierte Kadelbach 1991 an der Universität Frankfurt am Main mit einer von Manfred Zuleeg betreuten völkerrechtlichen Arbeit zum Dr. iur. 1996 schloss er sein Habilitationsverfahren ab und erhielt die Venia legendi für die Fächer Öffentliches Recht, Europarecht und Völkerrecht.
Ab 1997 hatte er den ordentlichen Lehrstuhl für Öffentliches Recht, Völker- und Europarecht an der Universität Münster inne. In dieser Zeit hatte er unter anderem Gastprofessuren an der University of Virginia, am Europäischen Hochschulinstitut in Florenz, am Institut für Staat und Recht der Russischen Akademie der Wissenschaften in Moskau und der Chuo-Universität Tokio inne. 2004 wechselte Kadelbach auf den Lehrstuhl für Öffentliches Recht, Europarecht und Völkerrecht der Universität Frankfurt am Main, den er seitdem innehat. Zudem ist er seit 2004 auch Direktoriumsmitglied des Exzellenzclusters Normative Orders.

## Werk
Kadelachs Forschungsschwerpunkte liegen vor allem im Außenstaatsrecht, dem Föderalismus und Mehrebenensystemen, den Grund- und Menschenrechten sowie im allgemeinen und humanitären Völkerrecht. Zudem ist Kadelbach Autor zahlreicher Beiträge in Fachzeitschriften und Handbüchern zum Internationalen Recht.
- Zwingendes Völkerrecht. Duncker & Humblot, Berlin 1992, ISBN 978-3-428-07552-2 (Dissertation).
- Allgemeines Verwaltungsrecht unter europäischem Einfluß. Mohr Siebeck, Tübingen 1999, ISBN 978-3-16-147024-0 (Habilitationsschrift).

An Kadelbachs Lehrstuhl wurden unter anderem promoviert und habilitiert: Matthias C. Kettemann, Thomas Kleinlein, Antje von Ungern-Sternberg.